# Franciszek Zaremba

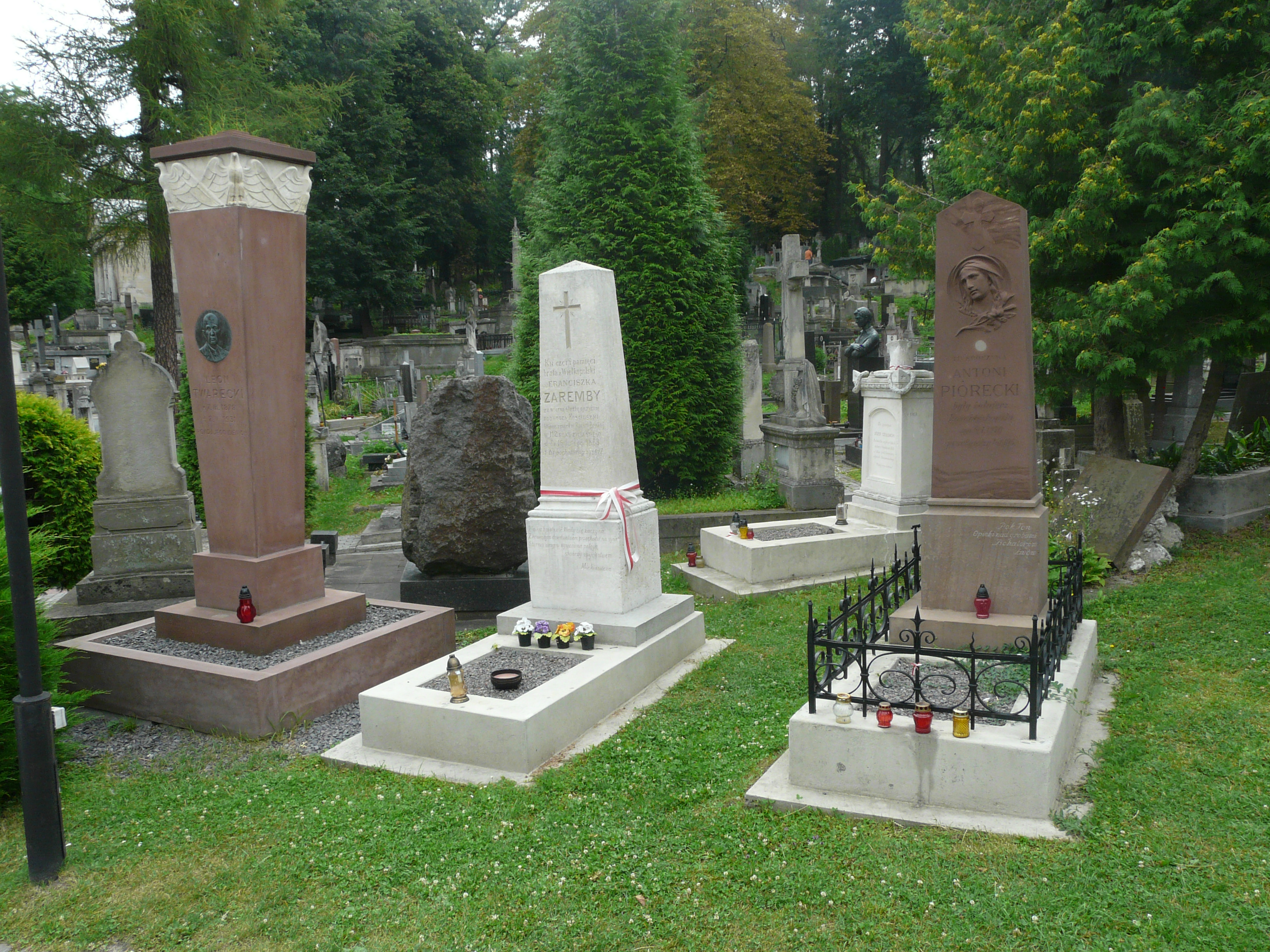
Grób Franciszka Zaremby na cmentarzu Łyczakowskim we Lwowie (biały w centrum)

Franciszek Zaremba (ur. 1751, zm. 16 lutego 1863 w Rzęsnej Polskiej) – powstaniec kościuszkowski, superstulatek.

## Życiorys
Pochodził z Wielkopolski. Uczestniczył w insurekcji kościuszkowskiej.
Zmarł w wieku 112 lat. Został pochowany na cmentarzu Łyczakowskim we Lwowie.